# Dipesh Chakrabarty

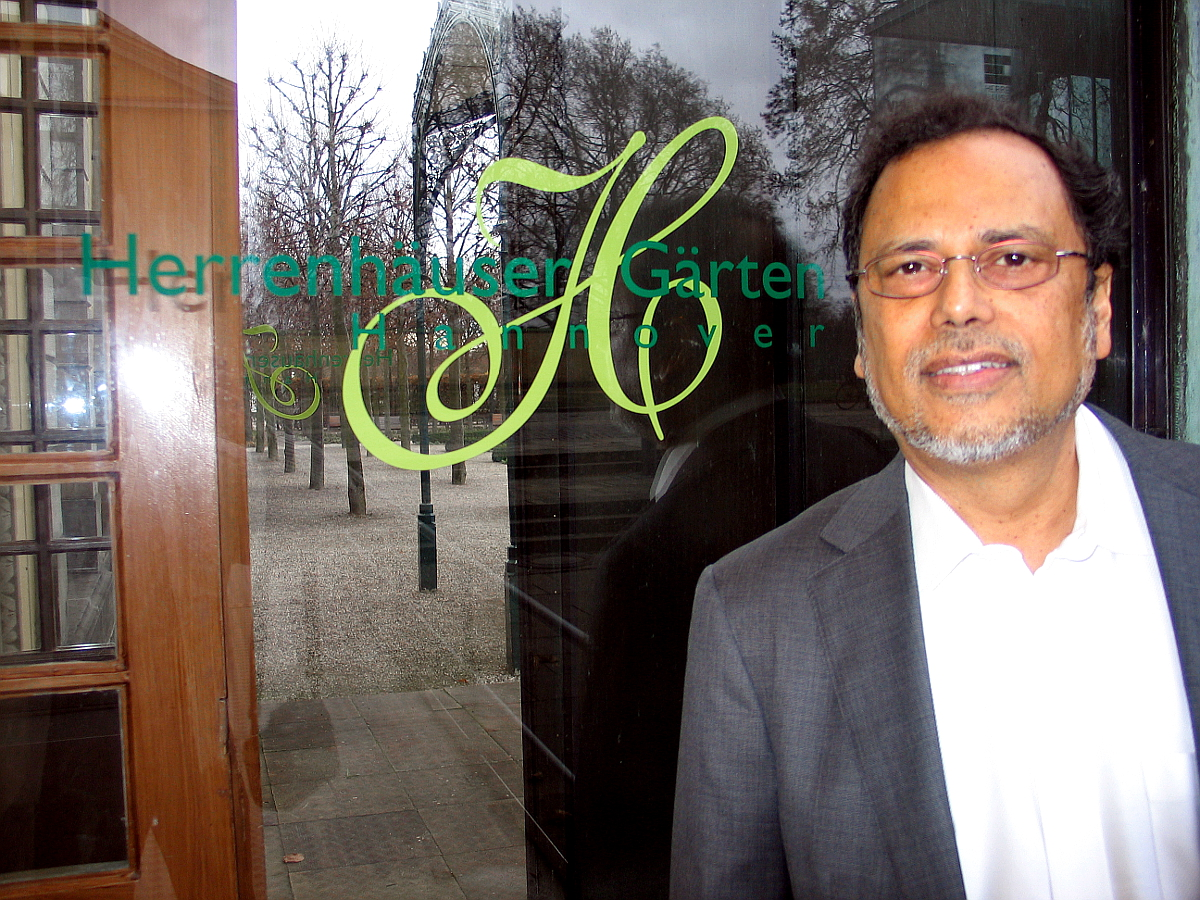
Dipesh Chakrabarty vor dem Eingang der Herrenhäuser Gärten, Hannover, 2012

Dipesh Chakrabarty (* 15. Dezember 1948 in Kolkata) ist ein indischer Historiker, der sich mit Themen wie Kulturimperialismus, Postkolonialismus, der Menschheitsgeschichte und der Arbeiterbewegung im indischen Bengalen befasst. Er ist ein Vorreiter der postkolonialen Geschichtsschreibung.

## Leben
Chakrabarty besuchte das Presidency College an der University of Calcutta, wo er einen Abschluss in Physik machte. Später erhielt er ein Diplom in Business Management des Indian Institute of Management, ebenfalls in Kalkutta. An der Australian National University in Canberra, Australien, promovierte er im Fach Geschichte. Zurzeit (2021) ist er Professor an der University of Chicago, am Lawrence A. Kimpton-Lehrstuhl des Fachbereichs für Südasiatische Sprachen und Kulturen. Er verfasst Artikel in der Fachzeitschrift Public Culture, die von der Duke University herausgegeben wird. Zuvor lehrte er am Centre for Studies in Social Sciences in Kalkutta.
Chakrabarty ist Mitglied der Subaltern Studies Group und setzt sich mit Theorien des Postkolonialismus und ihrer Verbindung zur Geschichtsschreibung auseinander.
2004 wurde er in die American Academy of Arts and Sciences gewählt, 2006 zum Ehrenfellow der Australian Academy of the Humanities, 2010 Ehrendoktor der Universität London, 2011 der Universität Antwerpen. Toynbee Prize 2014. 2023 wurde Chakrabarty zum Korrespondierenden Mitglied der British Academy gewählt.

## Wirken
Als Chakrabarty im Jahr 2000 seine Aufsatzsammlung Provincializing Europe: Postcolonial Thought and Historical Difference (dt.: Europa als Provinz: Perspektiven postkolonialer Geschichtsschreibung) publizierte, war die geistige Strömung des Postkolonialismus bereits seit Mitte des 20. Jahrhunderts dabei, sich mit den Auswirkungen der Kolonialmacht auf die Kolonialisierten zu beschäftigen, nachdem die Kolonialmacht das Land längst wieder verlassen hatte.
Chakrabarty legt den Schwerpunkt auf die Problematik einer Geschichtsschreibung in seinem Heimatland Indien. Er weist nach, dass „Europa im historischen Wissen als stillschweigender Maßstab fungiert“, und schildert die Schwierigkeiten, sich von der allgegenwärtigen europäischen Geschichte zu lösen, ohne die eine indische Geschichtsschreibung gar nicht möglich zu sein scheint. Denn die Geschichte Indiens, aber auch anderer ehemaliger Kolonien, werde von europäischen Diskursen geprägt. Begrifflichkeiten wie Kapitalismus, Bürgertum oder Aufklärung, Vernunft, die zum Handwerkszeug eines jeden Historikers gehören, erscheinen als vermeintlich universal einsetzbare, neutrale Größen. Jedoch sei dies nicht der Fall. Durch ihren Entstehungskontext in der europäischen Geschichte beziehen sie sich nach Chakrabarty als deren inhärenten Vergleichspunkt auf diese. Entsprechende Phänomene im Kontext kolonialer Geschichtsschreibung blitzen dann als ‚Variationen einer Haupterzählung' auf, in der Europa das unausgesprochene Subjekt bleibt. Kulturell oder sonstig bedingte ‚Abweichungen' erscheinen somit automatisch in einem defizitären Licht, wodurch die ehemalige Kolonie auf der repräsentativen Ebene der Sprache immer wieder in der Situation des Mangels verhaftet. Die europäische Moderne wird als ein universaler Maßstab betrachtet und ungeachtet der Bindung an die europäische Kulturgeschichte von außereuropäischen Intellektuellen auf die eigene Kulturgeschichte angewendet. Die Geschichte Europas sei der Prototyp einer universalen Entwicklung aller Geschichten. Diese Diskrepanz falle automatisch zu Lasten der nichteuropäischen Kulturen, da durch das nicht zu erreichende „Ideal“ eine Geschichte des Mangels und des Scheiterns entstehe. Grundlegend stelle das Macht- bzw. Herrschaftsproblem und die Subalternität indischer Geschichte einen globalen Aushandlungs- und Abgrenzungsprozess dar, der Gegensätze zwischen europäisch und außereuropäisch markiere.
Obwohl es nicht um eine simple Ablehnung der Moderne oder einen „kulturellen Relativismus“ gehe, betrachtet er Europa als eine Provinz einer heterogenen Welt und spricht sich für eine kontextuelle Geschichtsschreibung aus, um die bestehenden Machtverhältnisse aufzubrechen, so dass die Gleichsetzung von europäischer Geschichte mit einer Universalgeschichte verhindert wird. Die Ambivalenzen, Widersprüche, Gewaltanwendungen, Tragödien und ironischen Momente der Geschichte der Moderne müssten aufgedeckt werden. Daher regt Chakrabarty unter anderem an, die Geschichte der modernen Medizin, des öffentlichen Gesundheitswesens und der persönlichen Hygiene zu verfolgen. An dieser Schnittstelle des modernen Menschen, der sowohl eine öffentliche Seite als auch eine private besitzt, wurden pandemisch und alltäglich moderne Werte mit den Mitteln von Gewalt durchgesetzt (z. B. Impfzwang).
Doch reicht die Dekonstruktion der westlich geprägten Geisteswissenschaften nicht aus, weil die Klimakrise und die Macht des Menschen die Grenzen des postkolonialen Diskurses sprengen, der „in Bezug auf die Umwelt blind“ war. Wie Gayatri Chakravorty Spivak in den 1990er Jahren konstatiert hat, werde das Globale (inkl. der kapitalistischen Globalisierung) durch das Planetare „überschrieben“, ohne dabei die sozialen und kulturellen Differenzen zu ignorieren: „Das Globale ist eine humanozentrische Konstruktion; der Planet dezentriert den Menschen.“

## Veröffentlichungen
in deutscher Sprache
- Wir Erdlinge. Eine planetarische Perspektive auf die menschliche Geschichte. Aus dem Englischen von Christine Pries. In: APZ 14–15/2025, Bundeszentrale für politische Bildung, S. 4–8. online
- Das Klima der Geschichte im planetarischen Zeitalter. Aus dem Englischen von Christine Pries, Suhrkamp, Berlin 2025, ISBN 978-3-518-30046-6. (Zeitschriftenaufsätze von 2009 bis 2019; zuerst 2022)
- Ausstellungskatalog: The Ultimate Capital is the Sun: Metabolismus in Kunst, Politik, Philosophie und Wissenschaft, de/en. Neue Gesellschaft für bildende Kunst, Berlin 2014, ISBN 978-3-938515-57-0.
- Europa als Provinz. Perspektiven postkolonialer Geschichtsschreibung. Aus dem Englischen von Robin Cackett, Campus Verlag, Frankfurt am Main 2010, ISBN 978-3-593-39262-2.[6][7] (Aufsatzsammlung).

in anderen Sprachen
- The Calling of History: Sir Jadunath Sarkar and His Empire of Truth. University of Chicago Press, Chicago, Illinois, USA 2015, ISBN 978-0-226-10044-9.
- Hg. mit Henning Trüper und Sanjay Subrahmanyam: Historical Teleologies in the Modern World. Bloomsbury Academic, London 2015, ISBN 978-1-4742-2106-1.
- El humanismo en la era de la globalización. Katz Barpal Editores, Buenos Aires/Madrid 2009, ISBN 978-84-96859-52-4.
- Habitations of Modernity: Essays in the Wake of Subaltern Studies. University of Chicago Press, Chicago, Illinois 2004, ISBN 0-226-10039-1.
- Cosmopolitanism. mit Carol Breckenridge,  Sheldon Pollock und Homi K. Bhabha.
- Provincializing Europe. Postcolonial Thought and Historial Difference. Princeton UP, Princeton, NJ 2000, ISBN 0-19-565537-0.
- Rethinking Working Class History: Bengal, 1890–1940. Princeton UP, Princeton NJ 2000, ISBN 0-691-07030-X.
- Communal Riots and Labour: Bengal’s Jute Mill Hands in the 1890s. Centre for Studies in Social Sciences, Calcutta 1976.